# مسحور شده (فیلم ۱۹۸۶)
مسحور شده یا مبهوت (به انگلیسی: Mesmerized) فیلمی محصول سال ۱۹۸۶ و به کارگردانی مایکل لافلین است. در این فیلم بازیگرانی همچون جودی فاستر، جان لیسگو، مایکل مورفی، دن شور، هری اندروز و جاناتان هاردی ایفای نقش کرده‌اند.